# Китобійний промисел

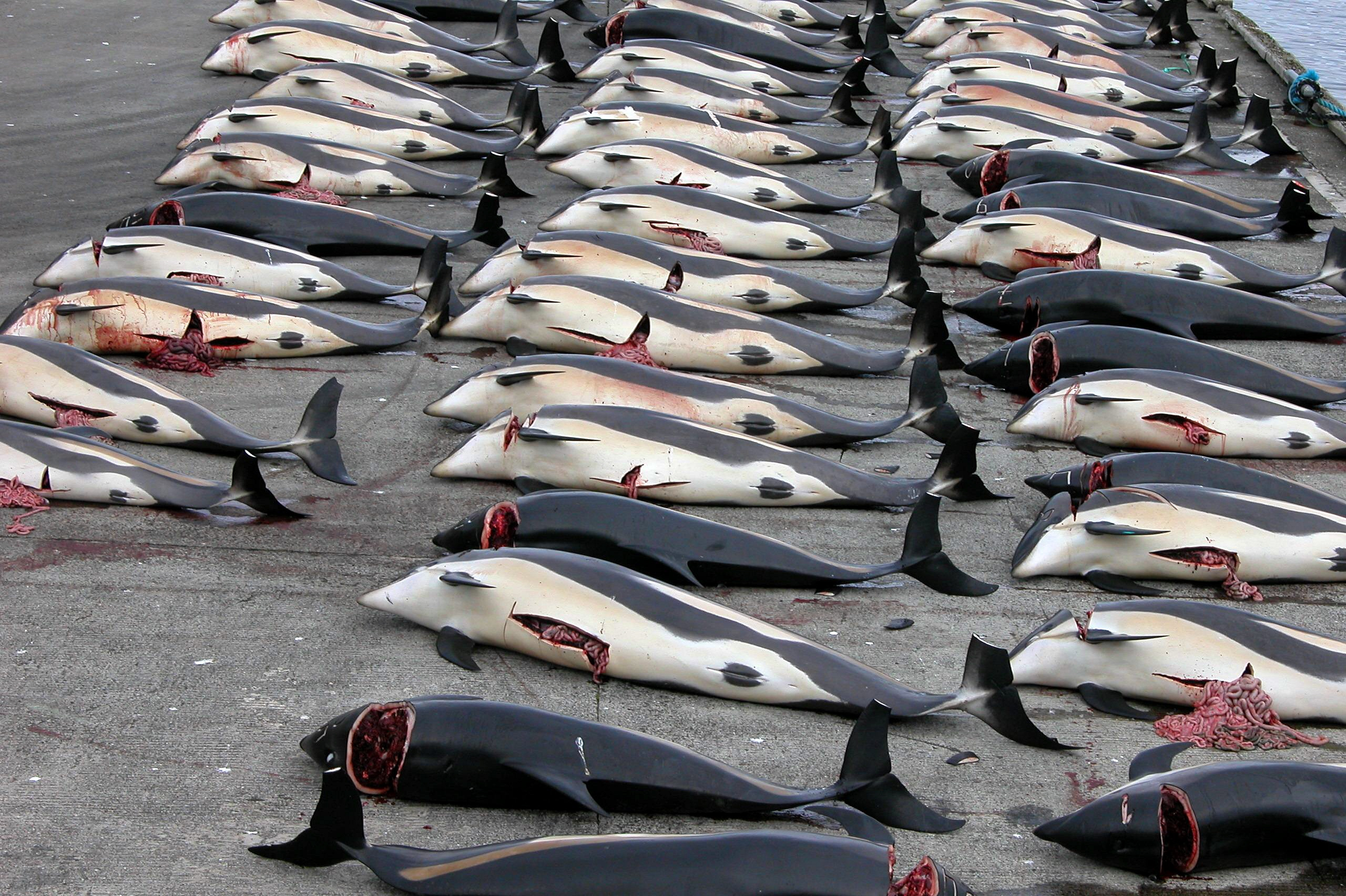
Вбиті дельфіни-білобочки на Фарерських островах

Китобі́йний про́мисел, або китоло́вство — комерційне полювання на китів. Метою китобійного промислу є перш за все здобич ворвані та спермацету, що слугує паливом і використовується в промисловості. Здобич м'яса стала грати роль лише з другої половини XX століття, м'ясо використовувалося для виготовлення ковбас. Так само мають цінність китовий вус. З печінки китів вироблявся вітамін A, із залоз та мозку — гормони, зокрема, інсулін.

## Історія

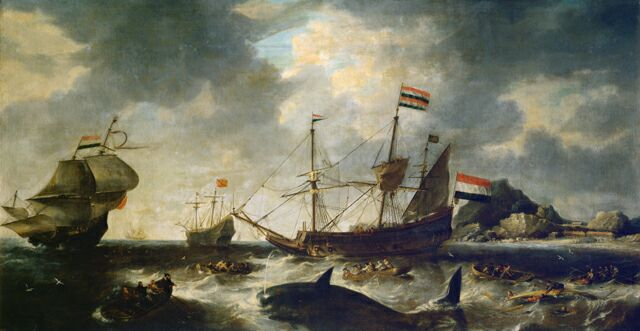
Бонавентура Пітерс старший, Голландські китобої біля Шпіцбергена, 1645

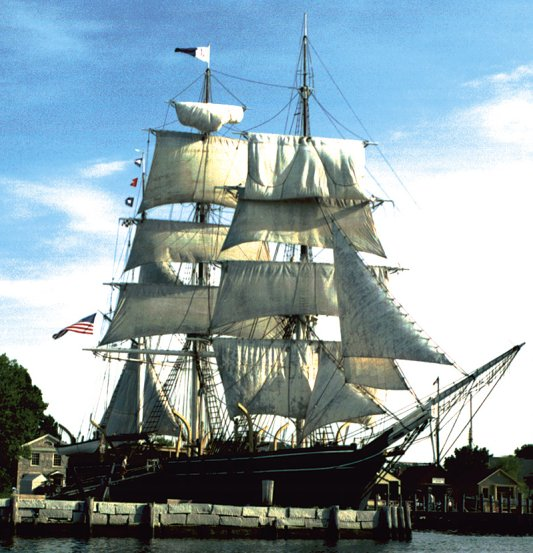
Спущений на воду 1841 року китобоєць «Charles W. Morgan» на стоянці в музеї Америки і моря

Ранні свідоцтва про регулярний китобійний промисел в Європі приходять від норвежців зі Скандинавії близько 800—1000 років н. е. Також одними з перших китобоїв були баскські мореплавці; у XII сторіччі китобійний промисел вівся в Біскайській затоці. Скоріше за все ранні китобої здобували в основному гладких і гренландських китів, оскільки вони поволі плавають і не тонуть після смерті внаслідок високого вмісту жиру. Популяція сірих китів, що існувала раніше в Північній Атлантиці, була повністю вибита до початку XVIII століття.
З Біськайської затоки китобійний промисел розповсюдився на північ уздовж узбережжя Європи і далі до Гренландії. У наступному столітті данці, а потім британці почали промисел у водах Арктики. У XVII столітті китобійний промисел також почався на східному узбережжі Північної Америки.
Весь цей час китобої використовували невеликі вітрильні судна і вражали свою здобич гарпунами з вельботів. Потім китів буксирували до берега або кромки льоду або оброблялися прямо в морі, прив'язуючи до корпусу судна. В Японії китоловство зародилося близько 1600 року і проводилося за допомогою сітей і флотилій невеликих шлюпок.
У міру поліпшення конструкції суден китобої почали полювати і на інші види, особливо на кашалотів. У XVIII і XIX століттях китобої Нової Англії (США), Британії і Голландії рухалися спочатку в південну частину Атлантичного океану, а потім повертали на захід навколо мису Горн і йшли до Тихого океану, або повертали на схід і йшли до Індійського океану навколо мису Доброї Надії. У першій половині IXX століття китобійний промисел почався в Південній Африці і на Сейшельських островах. До того часу китобої Арктики проникли далеко в крижані води Гренландії, в Девісову протоку і до Шпіцбергена, де вони здобували гренландських і гладких китів і, пізніше, горбачів. Промисел гладких китів також почався у високих широтах південної частини Тихого океану, в районі Нової Зеландії і Австралії, а з 1840 року — в північній частині Тихого океану, в Беринговому, Чукотському морях і морі Бофорта.

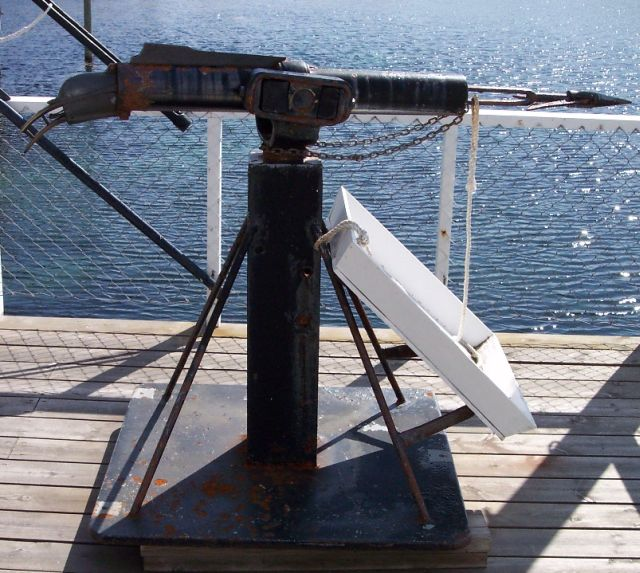
Гарпунна гармата

Перевидобуток привів до занепаду китобійного промислу в Північній Атлантиці наприкінці XVIII століття, а в північній частині Тихого океану в середині XIX століття. Промисел кашалотів процвітав приблизно до 1850 року, але після цього швидко прийшов до занепаду. Ситуація ще більш погіршала після 1868 року, коли норвежець Свенд Фойн винайшов гарпунну гармату, а вітрильні судна змінилися пароплавами. Обидва цих нововведення підписали вирок крупним китам, що залишилися на той час, адже на пароплавах тепер можна було переслідувати навіть швидкохідних смугачів. До кінця XIX століття популяції гренландських і гладких китів були майже повністю винищені. Британське арктичне китоловство припинилось в 1912 році.
Наприкінці XIX століття промисел продовжувався в основному в Тихому океані, а також в районі Ньюфаундленду і біля західного узбережжя Африки. Потім в 1905 році були відкриті багаті райони нагулу синіх китів, фінвалів і сейвалів в Антарктиці. У 1925 році в Антарктиці почала роботу перша сучасна плавбаза, у зв'язку з чим пропала необхідність обробляти китів на березі. В результаті антарктичний китобійний промисел став швидко розвиватися, і в 1937—1938 роках здобувалося вже близько 46 000 китів за сезон. Це продовжувалося до тих пір, поки і ці популяції не були вибиті до того рівня, коли промисел став нерентабельним. Найбільший і, відповідно, найбільш комерційно цінний із смугастих китів, синій кит, переважав серед здобутих тварин в 1930-х роках, але його чисельність різко впала до початку 1950-х, і в 1965 році його промисел був повністю заборонений. У міру падіння чисельності увага китобоїв перемикалася на наступного за розміром смугастого кита, і так далі.
Кашалотів здобували і після падіння їх чисельності в 1850-х роках, проте до 1948 року щорічно здобувалося близько 5000 тварин. Після цього обсяги здобичі різко зросли до 20000 в рік, переважно в північній частині Тихого океану і в Південній півкулі, поки 1985 року вид не був узятий під охорону.
До середини XX століття лідерами китобійної індустрії були Норвегія і Велика Британія, за якими йшли Голландія і США, що також брали активну участь в промислі. Проте після Другої світової війни ці країни припинили пелагічний промисел, і їм на зміну прийшли Японія і Радянський Союз, хоча прибережний промисел продовжувався ще в багатьох країнах. Дані по здобичі китів, які Радянський Союз надавав в Міжнародну Китобійну Комісію, повністю фальсифікувалися, і лише нещодавно були офіційно опубліковані фактичні дані по радянському китобійному промислу.

## Сучасний китобійний промисел
Надмірно інтенсивний промисел згубним чином позначився на чисельності китоподібних, привівши багатьох представників цього ряду до межі зникнення. Багато китоподібних занесено до списку Міжнародного союзу охорони природи. У даний час комерційний промисел китів заборонений мораторієм Міжнародної комісії з регулювання китобійного промислу і законами більшості країн. В обмежених обсягах промисел ведеться тільки Норвегією, Ісландією і Японією, а також деякими аборигенними народами як одне з традиційних занять. За останніми підрахунками протягом XX століття китобійний промисел знищив щонайменше 2.9 мільйонів китів.
У наш час для промислу активно використовують загінне полювання на дельфінів.